# Hadena boursini
Hadena boursini är en fjärilsart som beskrevs av Edward P. Wiltshire 1957. Hadena boursini ingår i släktet Hadena och familjen nattflyn. Inga underarter finns listade i Catalogue of Life.